# Jeanne Bucher
Pour les articles homonymes, voir Bucher.
Marie-Jeanne Bucher, née le 16 février 1872 à Guebwiller et morte le 1er novembre 1946 à Neuilly-sur-Seine, est une marchande d'art française et la fondatrice de la galerie Jeanne Bucher.

## Biographie

### Famille
Jeanne Bucher, née à Guebwiller, est la sœur de Pierre Bucher. 

### Jeunesse et mariage
Elle arrive à Paris en 1920 où elle fréquente Edmond Bernheim, Jean Lurçat, Jean Dalsace, Dollie et Pierre Chareau.
Elle épouse en 1895 le pianiste d'origine suisse Fridolin Blumer, avec qui elle a deux filles, Ève née en 1898, et Sybille née en 1901. En 1900, elle rencontre le poète Charles Guérin. De leur amitié naît une passion partagée à laquelle elle met un terme sur demande de son mari. 

### Départ pour la Suisse puis Paris
Entre 1902 et 1922, elle quitte Strasbourg pour la Suisse, pour suivre des études de bibliothécaire puis des études d'infirmière et devient infirmière volontaire à Lyon pendant la Première guerre mondiale. À la suite de l'annulation de son mariage avec Fridolin Blumer, elle s'installe à Paris en 1922. 
Elle travaille tout d'abord comme secrétaire au théatre du Vieux-Colombier, puis dans la librairie de Jean Budry. 
Elle ouvre sa première galerie-librairie en 1925, dans une annexe de la boutique d'exposition Pierre Chareau où elle rencontre l'écrivain-éditeur Georges Hugnet. Ses premiers accrochages sont dédiés au cubisme et surtout aux sculptures de Jacques Lipchitz. Lorsque les difficultés financières la contraignent à vendre sa galerie d'art, elle participe aux expositions organisées par Marie Cuttoli, rue Vignon.
En 1936, Jeanne Bucher rouvre une galerie dans un appartement à l'étage, au fond d'une cour, au 9 ter boulevard du Montparnasse, toujours très entourée par l'amitié de Jean Lurçat et de Georges Hugnet, qu'elle expose en plus de Pablo Picasso, Joan Miró, Kandinsky, Henri Laurens, Georges Gimel, Jacques Lipchitz, Max Ernst, André Masson, Jean-Michel Coulon, Paul Cognasse, Nicolas Eekman, Robert Lotiron, Jean-Francis Laglenne, Jean Signovert. Elle édite également des livres d'arts, tel que Une semaine de bonté de Max Ernst en 1934.
Pendant la Seconde Guerre mondiale, elle aide la photographe Rogi André, première épouse d'André Kertész, qui avait été contrainte de fuir en zone libre et de se réfugier en Touraine en raison de ses origines juives, à se cacher à Paris. 
En 1944, elle expose quelques œuvres de Nicolas de Staël, Kandinsky et Domela. 
Elle meurt en 1946.

## Galerie Jeanne Bucher Jaeger
La galerie est reprise à sa mort par un petit-cousin, Jean-Francois Jaeger. Au début des années 1960, il s'installe rue de Seine, quittant les anciens locaux de sa grand-tante boulevard du Montparnasse.
En 2004, le relais à la tête de cette galerie est assuré par Véronique Jaeger, fille de Jean-Francois Jaeger et le lieu est renommé « Galerie Jeanne Bucher Jaeger » en 2015. Un nouvel espace d'exposition ouvre dans le quartier du Marais.

## Éditions Jeanne Bucher
Le soutien de Jeanne Bucher auprès des artistes d'avant-garde va aussi prendre forme à travers l'édition de livres d'artistes. Passionnée de poésie et de littérature, cette activité éditoriale fut l'occasion de créer des collaborations entre artistes et écrivains qui lui tenaient à cœur.  Chaque parution était annoncée dans Les Cahiers d'Art et faisait l'objet d'une souscription et d'une présentation particulière à la galerie Jeanne Bucher. De 1925 à 1943, 28 ouvrages seront édités, tirés à peu d'exemplaires et édités avec soin. Parmi l'ensemble de ces publications, on trouve des portfolios de reproduction d’œuvres d'artistes 
et des recueils de gravures originales. Tous ces ouvrages manifestent d'une variété dans le choix des artistes qui viennent d'horizons très divers : de Jean Lurçat à André Bauchant, de Louis Marcoussis à Jacques Lipchitz. Cependant une majeure partie des publications est liée au Surréalisme, et participe à l'émergence et à la diffusion du mouvement patronné par André Breton. On peut citer parmi ceux-ci : Histoire Naturelle de Max Ernst en 1926 avec une introduction de Jean Arp ; Indicateur des chemins du coeur de Tristan Tzara avec des eaux-fortes de Louis Marcoussis, Une semaine de bonté ou Les sept éléments capitaux de Max Ernst en 1934 ; Petite anthologie poétique du Surréalisme de Georges Hugnet en 1934 ; La Septième face du dé de Georges Hugnet avec une couverture de Marcel Duchamp ; Les Mains libres avec des dessins de Man Ray illustrant des poèmes de Paul Eluard en 1939 ; Œillades ciselées en branche avec des dessins de Hans Bellmer et texte de Georges Hugnet. 
Son activité éditoriale s'arrêta en 1943, vraisemblablement pour des raisons économiques. Dans les projets de publications qui furent abandonnés, on trouve un album d'eaux-fortes d'André Masson avec un texte de Georges Bataille qui devait s'intituler Sacrifices. En 1943 le dernier ouvrage des éditions Jeanne Bucher résonne avec l'actualité de son temps : L'An quarante de Marie-Laure de Noailles, avec un portrait de l'auteur par Valentine Hugo. La plupart de ces ouvrages sont actuellement très recherchés par les bibliophiles.